# Salem Raiders
Die Salem Raiders waren ein US-amerikanisches Eishockeyfranchise der Atlantic Coast Hockey League aus Salem, Virginia. 

## Geschichte
Das Franchise nahm zur Saison 1980/81 den Spielbetrieb in der Eastern Hockey League auf. Als die Liga anschließend den Spielbetrieb einstellte, wechselten die Salem Raiders in deren Nachfolgeliga Atlantic Coast Hockey League, in der sie eines von sieben Gründungsmitgliedern waren. In der Premierenspielzeit der ACHL, der Saison 1981/82 belegten die Raiders den ersten Platz nach der regulären Saison, konnten sich anschließend in den Playoffs jedoch nicht durchsetzen. Zur folgenden Spielzeit änderte die Mannschaft ihren Namen nach ihrem Heimatstaat in Virginia Raiders. Nach insgesamt drei Jahren stellte das Franchise am Saisonende den Spielbetrieb ein.

## Saisonstatistik
Abkürzungen: GP = Spiele, W = Siege, L = Niederlagen, T = Unentschieden, OTL = Niederlagen nach Overtime SOL = Niederlagen nach Shootout, Pts = Punkte, GF = Erzielte Tore, GA = Gegentore, PIM = Strafminuten
| Saison  | GP | W  | L  | T | OTL | SOL | Pts | GF  | GA  | Platz    | Playoffs |
| 1980–81 | 72 | 32 | 31 | 9 | —   | —   | 73  | 272 | 289 | 3., EHL  |          |
| 1981–82 | 47 | 32 | 15 | 0 | —   | —   | 64  | 246 | 161 | 1., ACHL |          |
| 1982–83 | 65 | 20 | 36 | 9 | —   | —   | 51  | 257 | 306 | 4., ACHL |          |

## Bekannte Spieler
- Oren Koules (bekannter Filmproduzent, u. a. der Saw-Filmreihe)